# Orchesia biroi
Orchesia biroi is een keversoort uit de familie zwamspartelkevers (Melandryidae). De wetenschappelijke naam van de soort werd in 1956 gepubliceerd door Maurice Pic.